# فرانسیس پیپلن
فرانسیس پیپلن (فرانسوی: Francis Pipelin‎؛ زادهٔ ۷ ژوئیهٔ ۱۹۳۳) دوچرخه‌سوار اهل فرانسه است.